# إيزابل (ملكة)
إيزابل هي قرينة الملك آخاب ملك إسرائيل وهي ابنة إيثوبعل الأول ملك صيدون ووالدة أخزيا ويهورام وعثليا ملكة يهوذا، حسب الكتاب المقدس نشرت إيزابل عبادة البعل في مملكة إسرائيل الشمالية، ذكر الكتاب المقدس إيزابل بقيامها بأعمال شريرة أخرى بعد أن دبرت مكيدة لقتل نابوت وهو صاحب كرم بالقرب من قصر الملك آخاب أراد أن يشتريه آخاب منه بعد أن إتهمته زوراً بالتجديف ضد الله والملك فقام الشيوخ برجم نابوت وإستولى آخاب على كرم نابوت، ليرسل لها الله النبي إيليا حيث تنبأ بأن الكلاب ستأكل إيزابل في نفس المكان الذي قتل به نابوت، بعد ثورة ياهو ضد على بيت آخاب وبينما كانت تتطلع إيزابل من النافذة وبعدما رآها رجاله هناك أمروا برميها من هناك.